# Stora Mällösa
För orten i Örebro kommun, se Stora Mellösa.
Stora Mällösa är en gård med omgivande bybebyggelse som mellan 2015 och 2020 samt åter från 2023 av SCB klassades som en småort i Vallentuna kommun. Data på denna sida gäller småorten och inte gården. 
Området är rikt på fornlämningar. Här hittas flera gravfält med nästan hundratalet bevarade stensättningar. Dessutom finns här flera stensträngar som kan ha utgjort ett inhägnadsdsystem. Dessutom har man här återfunnit ett runstensfragment, Upplands runinskrifter 246. Ristningen utgörs av en sju gånger fyra decimeter stor sten inlagd i en husgrund. Runraden är 5 decimeter lång och innehåller även några slingor.